# 辣斐大戏院
辣斐大戏院（Lafayette Cinema）是中国上海市黄浦区的一座已不存在的历史建筑，位于复兴中路323号。现在原址为以辣斐大戏院的建筑结构为原型而设计并重建的拉法耶艺术设计中心（Lafaye Art Design Center）。

## 历史
辣斐大戏院建于1932-1933年，由匈牙利著名建筑大师邬达克设计，与大光明电影院建于同一时期，同为当时颇为新潮的装饰艺术风格，强调水平与垂直线条的强烈对比。辣斐大戏院得名于所在的辣斐德路（Route Lafayette，今复兴中路），辣斐德路是上海法租界内仅次于霞飞路的第二条东西向干道，是以参加过北美独立战争和法国大革命、被称为新旧两个世界的英雄的法国将军拉法耶特侯爵命名。
辣斐大戏院由美商美康公司建立，主要放映美国电影，1933年开幕，设712个座位，首映片为美国电影《蝴蝶夫人》。1945年至1947年曾一度对外出租，改演话剧，成为苦干剧团等戏剧团体的演出场所。上演的剧本包括《美人计》、《清宫外史》、《棠棣之花》、《丽人行》等。
1946年10月19日，文化界在辣斐大戏院集会，纪念鲁迅逝世十周年。主持人包括邵力子和叶圣陶。中共代表团团长周恩来应邀发表公开演讲，在鲁迅像面前立下誓言：“只要和平有望，仍不放弃和平的谈判，即使被逼得进行全面自卫抵抗，也仍是为争取独立、和平、民主、统一。”，又引用鲁迅的话“横眉怒向千夫指，俯首甘为孺子牛”，说“鲁迅先生痛恨的是反动派，对于反动派，所谓千夫指，我们是只有横眉冷对的，不怕的。我们要以眼还眼，以牙还牙：假如是对人民，我们要如对孺子一样地为他们做牛的。”这是周恩来1949年以前在上海唯一的一次公开演讲。
1951年，辣斐大戏院改名为长城戏院。1954年，改为国营的长城电影院。文化大革命期间，改名为长征电影院。1987-1991年，长城电影院停业改建。2006年，长城电影院拆除，底层改建为地铁10号线新天地站（现一大会址·新天地站）出口。2014年，在原址改建的拉法耶艺术设计中心开幕，保留了辣斐大戏院的当年造型。